# Reformy i Porządek
Partia „Reformy i Porządek” (ukr. Партія „Реформи і порядок”, PRP) – ukraińska liberalna partia polityczna.

## Historia
Ugrupowanie powstało w 1997 z inicjatywy Wiktora Pynzenyka, pełniącego w latach 1992–1997 (z przerwami) funkcję wicepremiera w kilku rządach. W wyborach w 1998 partia nie przekroczyła progu wyborczego, udało się jednak sformować frakcję w Radzie Najwyższej w oparciu o posłów wybranych w okręgach jednomandatowych.
Przed wyborami parlamentarnymi w 2002 PRP przystąpiła do Bloku Nasza Ukraina, z ramienia którego uzyskała około 20 mandatów. W wyborach prezydenckich w 2004 ugrupowanie wsparło Wiktora Juszczenkę. W nowym rządzie liberałowie obsadzili cztery teki ministerialne. W 2005 część liderów partii przeszła do kierowanej przez Julii Tymoszenko Batkiwszczyny (m.in. były wicepremier Mykoła Tomenko i były minister gospodarki Serhij Terochin).
W wyborach parlamentarnych w 2006 PRP wraz z PORĄ zawiązała koalicję pod nazwą Blok PRP-PORA z Witalijem Kłyczkiem na czele, która uzyskała 1,5% głosów i nie przekroczyła wynoszącego 3% progu wyborczego. Najwyższe wyniki blok osiągnął w obwodach zachodnich (w tym we Lwowie ponad 5%).
Wiosną 2007 partia przystąpiła do koalicji Blok Julii Tymoszenko celem wspólnego startu w przedterminowych wyborach parlamentarnych. Do Rady Najwyższej VI kadencji PRP wprowadziła dziesięciu deputowanych, a pełniący nieprzerwanie funkcję przewodniczącego tej partii Wiktor Pynzenyk ponownie został ministrem finansów. W 2010 stanowisko przewodniczącego partii objął Serhij Sobolew, zaś Wiktor Pynzenyk opuścił partię. W 2012 kandydaci PRP ubiegali się o mandaty poselskie z ramienia Batkiwszczyny. W 2013 ugrupowanie przyłączyło się do tej partii.